# Santa Cruz (Santa Cruz)
Santa Cruz is een gemeente (municipio) in de Boliviaanse provincie Andrés Ibáñez in het departement Santa Cruz. De gemeente telt naar schatting 1.686.375 inwoners (2018)). De hoofdplaats is Santa Cruz de la Sierra.

## Indeling
De gemeente bestaat uit de volgende 4 kantons:
- Cantón Santa Cruz de la Sierra
- Cantón Montero Hoyos
- Cantón Palmar del Oratorio
- Cantón Paurito